# Jacob Tipper
Pour les articles homonymes, voir Tipper.
Jacob Tipper, né le 2 décembre 1991 à Dudley, est un coureur cycliste britannique.

## Palmarès sur route

### Par années
- 2015
  - Prologue du Tour d'Al Zubarah
- 2016
  - Neil Gardner Memorial
- 2017
  - 2e des Challenges de la Marche verte - Grand Prix Oued Eddahab
- 2018
  - 6e étape du Tour du Maroc
  - 11e étape du Tour du lac Qinghai
- 2019
  - 1re étape du Tour of the North
- 2020
  - Eddie Soens Memorial

### Classements mondiaux
| Année           | 2015 | 2016 | 2017 | 2018 |
| --------------- | ---- | ---- | ---- | ---- |
| UCI Asia Tour   | 74e  |      |      | 329e |
| UCI Africa Tour |      |      | 68e  | 170e |

## Palmarès sur piste

### Championnats de Grande-Bretagne
- 2017
  -  Champion de Grande-Bretagne de poursuite par équipes (avec Daniel Bigham, Charlie Tanfield et Jonathan Wale)
- 2018
  - 2e de la poursuite par équipes